# 한국 철학
한국 철학은 신라와 고려의 불교 사상, 조선의 성리학, 실학 등 유교 사상을 포함한다. 그러나 현대 한국의 법이나 정치 사상 등은 조선 이전의 불교, 유교 사상과는 관련이 없고, 미국, 영국, 독일, 프랑스 철학에서 기원을 찾을 수 있다.

## 역사

### 삼국 시대
고조선(古朝鮮) 시대부터 보전되어 오던 원시 종교와 원시 사상의 고유성이 이 때에 이르면 중국으로부터 밀려들어오는 유교·불교·도교의 충격을 받아 크게 위축되고, 고구려·백제·신라의 3국은 다투어서 이러한 외래사상을 수용하고, 사회 체제를 개혁하였다.

#### 불교
고구려 소수림왕(小獸林王) 2년, 백제의 침류왕(枕流王) 원년, 신라의 법흥왕(法興王) 14년에 각각 시작된 개화 운동으로 불교가 전래되었다. 중국 삼론종(三論宗)의 3대조까지 된 고구려의 승랑(僧朗), 인도에까지 가서 경률(經律)을 가져와 번역한 백제의 겸익(謙益), 중국에 유학하여 새로운 불교 이론을 배워와 진호국가사상(鎭護國家思想)을 특징으로 하는 신라 불교를 일으킨 원광(圓光), 자장(慈藏) 등이 한국 불교의 조사(祖師)들이다. 이들에 의하여 삼론학(三論學)·성실론(成實論)·천태학(天台學)·율학(律學)·열반학(涅槃學)·화엄학(華嚴學) 등이 개창되니 한편으로는 불교사상의 황금시대가 준비되고, 다른 한편으로는 일본에 진출하여 일본에서는 개화를 촉진시켰다. 

#### 유교
유교는 좀더 일찍 한문의 전래와 함께 도입되어 고대 국가의 정치 이념과 사회 윤리로 정착되기 시작하였다. 유교 교육 기관인 태학(太學)과 경당의 설치(고구려), 유교박사 고흥(高興)과 왕인(王仁)의 활약(백제) 등이 한국 유학의 첫 기록으로 남아 있지만 하나의 사상이론으로 발전하는 데는 좀더 시간을 기다려야만 하였다. 

#### 도교
도교(道敎)는 4∼6세기 경에 이미 고구려에 보급되어 왕실과 귀족의 숭신(崇信)을 받았다. 양원왕(陽原王) 이후로 중국과의 접촉을 통하여 도사(道士)와 천존상(天尊像)이 들어오고, 나라에서 불교를 억압하고 도교를 장려하니 혜량(惠惠), 보덕(普德) 등의 고승이 이를 탄식하여 신라로 넘어가는 일까지 생겼고, 연개소문(淵蓋蘇文)은 불교 배척의 중심 인물이었다. 한편 백제에서도 4세기에 이미 《도덕경(道德經)》이 전해진 기록이 있으나, 신라는 통일 이후에야 도교를 수용하였다. 

### 통일 신라 시대

#### 화랑도
최치원(崔致遠)의 《난랑비서문(鸞郞碑序文)》은 통일 신라의 중추 사상인 화랑도를 이해하는 데 주요한 자료인데 최치원은 "나라에 현묘한 도가 있으니 풍류라 한다(國有玄妙之道 曰風流)"라고 하였다. 최남선(崔南善)은 풍류(風流)를 '부루'란 한국어 고유어(固有語)의 한음역(漢音譯)이라고 보고 화랑사상을 그가 주장하는 '태양 숭배(太陽崇拜)'란 고유 신앙(固有信仰)에 결부시키려 하였다. 그러나 현상윤(玄相允)은 《삼국유사》의 화랑 창설 기록에 나오는 "왕은 또 천성이 풍미로워 신선을 몹시 숭상한다 (王又天性風味多尙神仙)"라는 문구에 근거하여 최남선의 순어음적(純語音的) 해석에 찬동하지 않았다. 
최치원의 서문(序文)에는 풍류교(風流敎), 풍월도(風月道)로 호칭(呼稱)되는 화랑도(徒)의 현묘지도는 선사(仙史)에 자세히 적혀 있다 하고 그것은 유(儒)·도(道)·불(佛) 3교(敎)를 포함하여 군생(群生)을 접화(接化)하는 것이라고 설명하였다. 다시 말하면 화랑의 근본 사상을 이룬 현묘한 도(道)는 유·도·불 3교의 사상을 다 포함했다는 것이다. 만약 3교를 포괄한 고유사상이 있었다면  모두 단군 신화(檀君神話)를 토대로 하여, 샤머니즘(巫)으로 보는 견해가 가장 보편적이요, 최남선과 같이 '밝', '불'의 태양 숭배 종교로 보는 견해가 그 다음이요, 샤머니즘이란 용어 대신 신도(神道)란 용어(用語)를 사용하여 원시 다신교(原始多神敎)적 신앙(信仰)과 토템 사상까지 포함시키는 견해가 있다.
3교 중 어느 한 교가 주가 되어 기타 3교를 포섭하여 3교 합일을 이루었다고 보는 견해도 가능한데 지금까지의 문헌으로 보아 도교(혹은 仙敎)가 주가 되어 유·불의 2교를 포섭했다고 보는 견해(이능화의 《조선도교사》)가 있다. 《삼국사기》나 《삼국유사》의 화랑들의 기록 ― 김유신(金庾信)의 산중기도(山中祈禱) 같은 ― 을 보든지 고구려 영류왕(榮留王)때 당(唐)에서 도사(道士)와 천존상(天尊像)을 보내와 도법(道法)을 강(講)했다는 기록을 보든지 그 당시 당에서의 도교의 형세로 미루어 보면, 신라 통일 무렵의 도교란 것은 한국의 무속(巫俗) 신앙과 중국의 오두미교(五斗米敎)적 요소가 혼합하여 그 바탕을 이루고, 그 위에 노장(老莊)의 '허무자연(虛無自然) 장생구시(長生久視)'의 사상, 연·제 방사(燕齊方士)들의 신선 사상(神仙思想), 추연(鄒衍)의 음양5행설(陰陽五行說), 한대(漢代)의 참위 사상(讖緯思想) 등을 유합해서 구성된 혼합체로서의 도교로 생각된다.
최치원의 《난랑비서문》에서 말한 '무위지사(無爲之事)'와 '불언지교(不言之敎)'라 함은 이 복합적 요소중의 신선(神仙), 선교적(仙敎的) 요소를 가리켜 말하는 것으로 보아야 할 것이며 풍월이다 풍류다 하는 것도 이 선교적 요소를 지칭하는 말이며 화랑이 반드시 젊은 소년, 소녀로 풍월주(風月主)를 삼는 것은 동남(童男), 동녀(童女)를 이상화(理想化)하는 선교 사상과 관련이 있는 것이며 산수(山水)를 오유(娛遊)하며 가악(歌樂)으로 서로 즐긴다는 것도 유선 사상(遊仙思想)과 관련이 있는 것으로 추정된다.
만약 도교의 토대 위에서 유·불 2교를 포섭했다 하면 유·불 2교는 어떻게 받아들여 어떻게 소화하였는가에 관해서도 문헌이 부족하여 자세히 알 수 없으나 《삼국유사》와 《삼국사기》의 기록이 보여 주는 바에 의하면 최치원의 말과 같이 유교는 '들어와서는 집에서 효도하고 나아가서는 임금께 충성한다(入則孝於家 出則忠於君)'는 정도로, 불교는 '악한 일은 하지 말고 선한 일은 받들어서 행하라(諸惡莫作 諸善奉行)'는 정도로 이해되고 있었던 것이 아닌가 한다. 다시 말하면 유교나 불교는 일반 화랑도들-그때의 엘리트라고 볼 수 있는 계층-에 있어서는 다만 실천적인 일상생활의 윤리로서 밖에 생각되지 않았다는 것이다.

#### 유교
유교는 통일 이전의 신라에 있어서 이미 국가의 제도를 중앙 집권적 고대 국가로 변전(變轉)시키는 주요 이념으로 받아들여졌고 신문왕(神文王) 이후는 국학(國學)이 세워지고 《5경(五經)》, 《논어(論語)》, 《효경》, 《문선(文選)》 등이 교재로 사용되기도 하였지만 유교의 저술로서는 전해진 것이 없다. 

#### 불교
불교는 법흥왕(法興王) 이후 국가의 숭불 정책(崇佛政策)으로 인하여 고승(高僧), 대덕(大德)이 배출되고 많은 유당(留唐) 학승(學僧)들이 돌아와서 심오한 철리를 말하고 불교 저술도 나오고 여러 산문(山門)이 종파(宗派)도 창설하였지만, 원광(圓光)이 귀산·추항 두 청년에게 보살계(菩薩戒) 대신 유교화한 세속5계(世俗五戒)를 가르친 것이나 원효(元曉)·의상(義湘)이 대승불학(大乘佛學)의 대사(大師)이면서 《청구비결(靑丘秘訣)》 같은 도참서(圖讖書)를 저술했다는 것(이규경의 《오주연문장전산고 하》)을 보아, 일반 국민에 있어서는 역시 호국 사상이나 유교와 혼합된 세속 윤리나 무속(巫俗)과 혼합되기 쉬운 소승 불교(小乘佛敎)적 요소가 우세했던 것으로 추정된다.

### 고려 시대

#### 불교
신라의 불교사상을 계승한 고려의 불교는 여전히 봉건적인 근왕 사상과 결합하여 이른바 호국 불교(護國佛敎)의 성격을 분명히 하였다. 건국 초부터 계속된 팔관회(八關會)·연등회(燃燈會) 등의 국가적인 행사는 불교 의식(儀式)의 토착화인 것이며 국사(國師)·왕사(王師)제를 통한 왕권과의 연결, 국난 극복을 위하여 2차례나 이루어진 대장경 판각, 그리고 묘청, 신돈 등 승려의 정치 활동은 모두 이것을 뒷받침한다. 그러나 신라 말기에 전래된 선종(禪宗) 불교의 융성과, 태고(太古), 지눌(知訥), 혜심(慧諶) 등 고승이 배출되었고, 의천(義天)은 천태종(天台宗)을 다시 일으켜 선·교 양종의 화합을 모색하였다.

#### 유교
이미 신라 중, 말기(中末期)부터 융성하기 시작한 한문학과 유학은 고려 시대에 이르러서는 정신 문화의 중요한 일부분이 되었고 후기에 새로이 정주학이 도입되어 전통적인 종교와 문학에 충격을 주더니 마침내 진보적인 사상 집단을 형성시켜 조선의 이념적 기초가 되었다. 즉 유학은 이미 봉건사회를 배경으로 한 정치·사회·철학·문학 전반에 걸친 이념체계로서 과거제(科擧制), 충효 사상(忠孝思想), 명분론(名分論)으로 봉건 사회 정비에 기여했고, 중기에는 교육·문학 등에 크게 활용되어 사학(私學)의 융성, 사장(詞章) 문학의 발달 등을 가져 왔으며, 정주학의 전래와 함께 정치·교육상의 혁신사상으로 발전하여 척불론(斥佛論) 또는 척사위정론(斥邪衛正論)이 전개되었다. 

#### 음양 도참 사상
신라 말기 도선이 도입하였다고 하는 풍수지리설이 합리적 사고에 눈뜨지 못한 민중 속에 널리 퍼져 각종 미신적인 비기(秘記)와 도참(圖讖)을 낳았고 이에 중국 전래의 음양5행(陰陽五行) 사상이 서로 어울려서 마침내는 왕도(王都)의 지덕성쇠설(地德盛衰說), 산천압승술(山川壓勝術), 연기설(延基說) 등이 나타나서 마침내는 귀족들의 정권 싸움에까지 이용되었다. 

### 조선 시대
조선 초기에 정도전, 권근 등은 유학을 통치 이념으로 받아들였으나 이때의 유학은 아직 정치, 경제, 법률, 문장에 관련된 이념에 머물렀다. 수 차례의 사화 이후에 유학자들은 인간의 심성에 주로 관심을 가지며 성리학을 연구하게 된다. 16세기부터 정주계 성리학(주자학)만이 정통을 자처했다. 정주계 성리학에서 주로 논의된 것은 사칠론과 이기론이다. 사단칠기와 이기의 해석을 둘러싸고 주리파, 주기파로 대립하였다. 이러한 논의는 18세기에 호락 논쟁으로 이어진다. 낙론은 사람과 짐승의 본성이 같다고 주장했고, 호론은 다르다고 주장했다. 한편 18세기에 왕양명 계통의 성리학인 양명학(심학)이 소수의 학자들에 의해 본격적으로 수용됐다. 16세기부터 양명학이 논의되긴 했지만 정주계 성리학자들로부터 사문난적으로 이단시 되어 철저히 배척받았다. 이러한 상황에서 18세기에 정제두가 양명학을 체계적으로 연구하였다. 정제두는 퇴계의 양명학 변박에 대해 반론을 펴며 양명학을 옹호하였다.  임진왜란, 병자호란 이후 현실 문제에 관한 주자학의 한계를 절감해 주자학을 넘어선 실용 학문인 실학이 연구되었다. 경세치용은 토지제도 등을 강조하며, 이용후생은 상공업에 역점을 둔다. 19세기에는 고증학의 영향으로 실사구시가 강조되었다. 조선 후기의 실학은 정약용의 경학 사상과 최한기의 유기론(唯論)적 경험 철학에서 총괄적으로 융합된다.

## 같이 보기
- 실학
- 서학
- 한국의 민족주의
- 주체사상
- 선군정치
- 한국의 불교
- 한국의 유교
- 한국의 철학자 목록
- 한국의 종교
- 선비

## 참고 문헌
- 조선 전기 수양론 / 정원재 pdf
- 조선 전기 심성론 / 김영우 pdf
- 조선 전기 이기론 / 허남진 pdf
- 조선전기경세론과 불교비판 / 강중기 pdf